# Barcelonnette
Barcelonnette (Barciloneta / Barcilona) là một xã ở tỉnh Alpes-de-Haute-Provence, vùng Provence-Alpes-Côte d'Azur ở đông nam nước Pháp.

## Hình ảnh
|  |